# Лев (Кішка)
Лев (Леон) II Кішка гербу Домброва (1663, за ін. дан., 1668, Ковель — 19 листопада 1728, Купичів) — греко-католицький митрополит Київський, Галицький та всієї Русі.

## Біографія
- Народився у м. Ковелі в зубожілій шляхетській родині. У молодому віці вступив до монастиря. Протягом 1687–1691 рр. навчався у Римі.
- З 1698 р. — секретар Чину св. Василія Великого (див. Василіяни), а у 1703–1713 рр. — його протоархімандрит.
- У 1708 р. обраний архімандритом Супрасльського василіянського монастиря, в якому заснував друкарню.
- З 1711 р. — єпископ Володимиро-Берестейський. У 1713 році обраний, а у 1714 р. затверджений греко-католицьким митрополитом Київським, Галицьким і всієї Русі.

Як митрополит зайнявся впорядкуванням церковно-релігійних справ. Ініціатор і організатор Замойського Синоду у 1720 р. у Замості.
- Помер у 1728 р. у с. Купичів на Волині. Похований у Володимирі.

## Праці
Окрім реформування унійної Церкви в Речі Посполитій Лев Кишка залишив після себе кілька теологічних творів та опис Замойського Синоду від 1720 року. Уклав список галицьких єпископів.
Перший його твір «O sakramentach» з'явився в 1697 р. Бувши єпископом, Лев видав проповіді Іпатія Потія, під назвою: «Kazania y Homilie męża Bożego, Nieśmiertelney Sławy, y Pamięci Hipacyusza Pocieia» (Suprasl, 1714 р.). Це видання вийшло згодом вдруге під заголовком: «Obrońca Wiary Swiętey Katolickiey. Kazania … etc.» (Suprasl, 1768 р.). Лев написав докладний звіт про діяльність Замойського собору; він був виданий в 1724 р. в Римі під заголовком: «Synodus Provincialis Ruthenorum habita in civitate Zamosciae А. D. 1720». Крім того, Леву належать різні проповіді й багато листів з різних богословських питань до Риму і до єпископів унійних.